# Amantis irina
Amantis irina es una especie de insecto de la familia Mantidae, en el orden de los Mantodea.

## Distribución geográfica
Se encuentra en Amboina Sumatra, Malasia, Molucas, Birmania.